# Comunità Montana della Media e Bassa Val di Vara

Karte der Comunità

Die Comunità Montana della Media e Bassa Val di Vara war eine Comunità montana in der norditalienischen Region Ligurien. Politisch gehörte sie zu der Provinz La Spezia und bestand aus den acht Gemeinden Beverino, Bolano, Borghetto di Vara, Brugnato, Calice al Cornoviglio, Follo, Pignone und Riccò del Golfo di Spezia.
Durch ein Regionalgesetz aus dem Jahr 2010 wurden die Comunità montane der Region Ligurien abgeschafft. Die Verwaltungsgemeinschaft befindet sich in Liquidation.

## Geographie
Das Territorium der Verwaltungsgemeinschaft umfasste den Abschnitt zwischen La Spezia, den Cinque Terre, dem Mündungsgebiet der Magra und der Provinz Massa-Carrara. Ein Teil des Territoriums gehörte zum Naturpark Montemarcello-Magra.